# Cathédrale de Tarazona
La cathédrale Notre-Dame de la Huerta est une cathédrale catholique située dans la ville de Tarazona de Aragón, dans la communauté autonome d'Aragon en Espagne. Elle est le siège du diocèse de Tarazona

## Présentation
Elle est l'une des constructions les plus caractéristiques du style gothique et mudéjar du pays. Sa construction a commencé au XIIe siècle, elle fut consacrée en 1232.
La cathédrale était localisée en dehors des murs de la ville, ce qui était inhabituel et était certainement dû au fait qu'il existait une ancienne église mozarabe sur le site, hors de la ville arabe.
Au XIVe siècle, elle fut détruite lors de la guerre des Deux Pierre. Ses travées furent reconstruites en style mudéjar, tout comme les chapelles latérales, les murs extérieurs, la coupole et la tour.

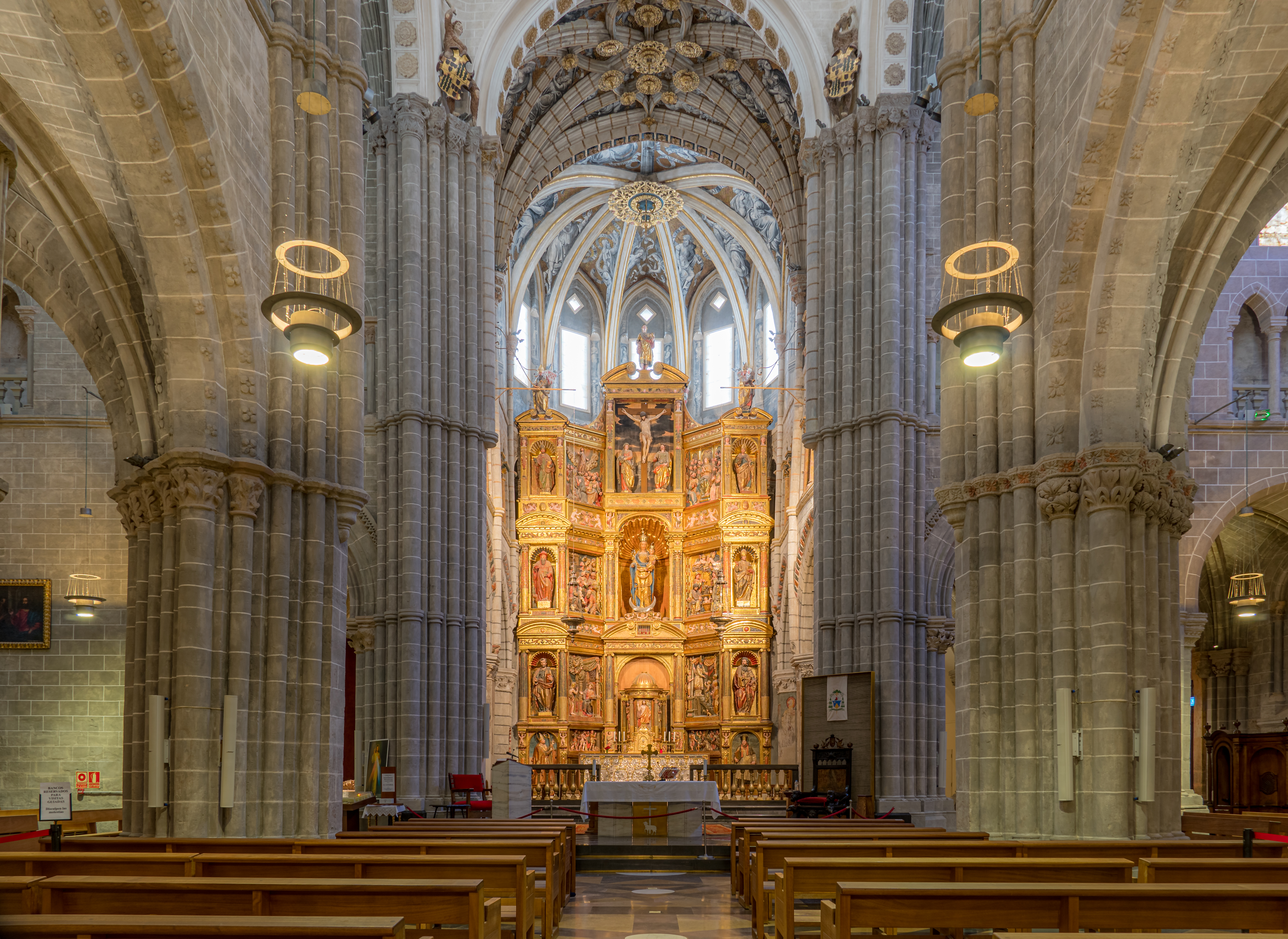
Le chœur avec le maître-autel et son retable.
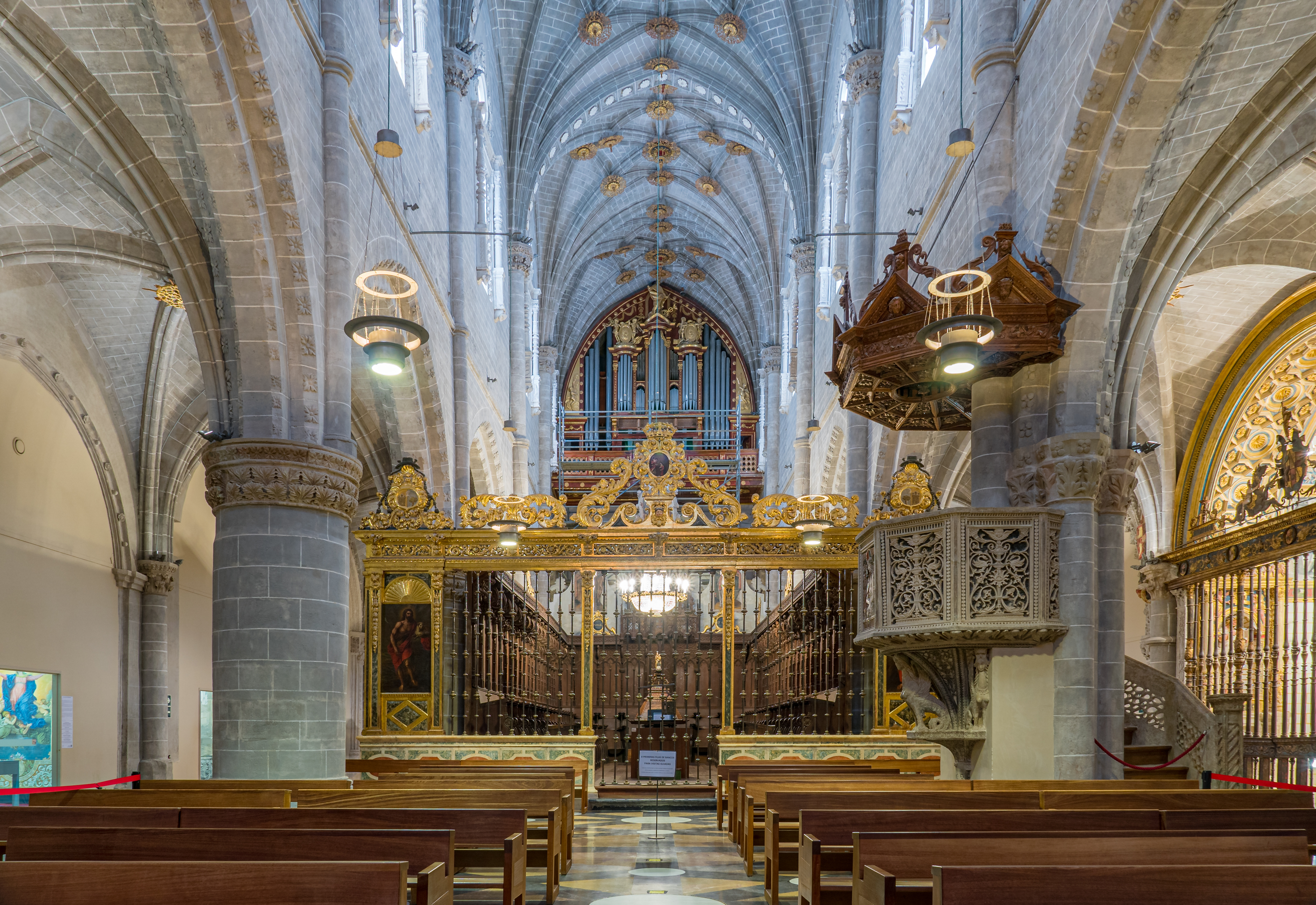
Stalles, chaire et orgue.

## Source
- (en) Cet article est partiellement ou en totalité issu de l’article de Wikipédia en anglais intitulé « Tarazona Cathedral » (voir la liste des auteurs).